# Écrits de jeunesse
Écrits de jeunesse est un recueil de textes de Jean-Paul Sartre de 1922 à 1927, publié en 1990.

## Contenu
Liste des textes publiés dans le recueil :
- L'Ange du morbide
- Jésus la Chouette
- La Semmence et le Scaphandre
- Une défaite
- Er l'Arménien
- Complainte de deux khâgneux qui travaillaient fort
- La Belle et la Bête
- (Saturnin Picquot)
- (Fragment sur le jazz)
- Nelly ou De l'inconvénient des proverbes
- (Andrée)
- (Anatole France – le Conducteur)
- Apologie pour le cinéma. Défense et illustration d'un Art international
- Ho hé Ho (Je suis un petit garçon qui ne veut pas grandir)
- Les Maranes
- Pour les 21 ans d'Ugène mélancolique
- (Une lettre sur les étudiants d'aujourd'hui)
- Carnet Midy